# اریک میلگان
اریک میلگان (به انگلیسی: Eric Millegan) (زاده ۲۵ اوت ۱۹۷۴) بازیگر آمریکایی است.
از فیلم‌های معروف او می‌توان به بازی در سریال استخوان‌ها اشاره کرد.